# 2018-as labdarúgó-világbajnokság-selejtező (CAF – 1. forduló)
A 2018-as labdarúgó-világbajnokság afrikai selejtezőjének 1. fordulójának mérkőzéseit tartalmazó lapja.

## Lebonyolítás
Az első fordulóban a 26 legalacsonyabban rangsorolt válogatott vett részt. 13 párosítást sorsoltak, a csapatok oda-visszavágós rendszerben mérkőztek meg. A párosítások győztesei jutottak tovább a második fordulóba.

## Sorsolás
A sorsolást 2015. július 25-én tartották Szentpéterváron.
A kiemelést a 2015 júliusi FIFA-világranglista alapján határozták meg. A 26 csapatot két kalapba osztották:
- A 4. kalapba kerültek a 26–40. helyezettek
- Az 5. kalapba kerültek a 41–53. helyezettek

A kalapokból párosításokat sorsoltak, a 4. kalapban lévő csapat játszotta hazai pályán a második mérkőzést.
| 4. kalap | 5. kalap |
| --- | --- |
| 1. Niger (96.) 2. Etiópia (101.) 3. Malawi (108.) 4. Sierra Leone (111.) 5. Namíbia (112.) 6. Kenya (114.) 7. Botswana (120.) 8. Madagaszkár (122.) 9. Mauritánia (128.) 10. Burundi (131.) 11. Lesotho (131.) 12. Bissau-Guinea (133.) 13. Szváziföld (138.) | 1. Tanzánia (139.) 2. Gambia (143.) 3. Libéria (161.) 4. Közép-afrikai Köztársaság (170.) 5. Csád (173.) 6. Mauritius (180.) 7. Seychelle-szigetek (186.) 8. Comore-szigetek (187.) 9. São Tomé és Príncipe (189.) 10. Dél-Szudán (195.) 11. Eritrea (204.) 12. Szomália (205.) 13. Dzsibuti (207.) |

## Párosítások
| 1. csapat                 | Össz.Tooltip Aggregate score | 2. csapat     | 1. mérk. | 2. mérk. |
| ------------------------- | ---------------------------- | ------------- | -------- | -------- |
| Szomália                  | 0–6                          | Niger         | 0–2      | 0–4      |
| Dél-Szudán                | 1–5                          | Mauritánia    | 1–1      | 0–4      |
| Gambia                    | 2–3                          | Namíbia       | 1–1      | 1–2      |
| São Tomé és Príncipe      | 1–3                          | Etiópia       | 1–0      | 0–3      |
| Csád                      | 2–2 (i.g.)                   | Sierra Leone  | 1–0      | 1–2      |
| Comore-szigetek           | 1–1 (i.g.)                   | Lesotho       | 0–0      | 1–1      |
| Dzsibuti                  | 1–8                          | Szváziföld    | 0–6      | 1–2      |
| Eritrea                   | 1–5                          | Botswana      | 0–2      | 1–3      |
| Seychelle-szigetek        | 0–3                          | Burundi       | 0–1      | 0–2      |
| Libéria                   | 4–2                          | Bissau-Guinea | 1–1      | 3–1      |
| Közép-afrikai Köztársaság | 2–5                          | Madagaszkár   | 0–3      | 2–2      |
| Mauritius                 | 2–5                          | Kenya         | 2–5      | 0–0      |
| Tanzánia                  | 2–1                          | Malawi        | 2–0      | 0–1      |

## Mérkőzések
A mérkőzéseket 2015 októberében játszották.
A kezdési időpontok helyi idő szerint értendők.
| 2015. október 9. 15:30 (UTC+3) |

| Szomália | 0–2               | Niger                     |
| -------- | ----------------- | ------------------------- |
|          | (0–0) Jegyzőkönyv | Maâzou 58' 62' (11-esből) |

| Addis Ababa Stadium, Addis Ababa (Etiópia) Játékvezető: Haithem Kossaï (tunéziai) |

| 2015. október 13. 16:00 (UTC+1) |

| Niger                        | 4–0               | Szomália |
| ---------------------------- | ----------------- | -------- |
| Cissé 13' 68' Maâzou 18' 32' | (3–0) Jegyzőkönyv |          |

| Stade Général Seyni Kountché, Niamey Játékvezető: Falou Galasse Kane (szenegáli) |

- Niger 5–0-s összesítéssel jutott tovább a második fordulóba.

| 2015. október 7–8. 16:30 (UTC+3) |

| Dél-Szudán      | 1–1               | Mauritánia |
| --------------- | ----------------- | ---------- |
| Abui Pretino 5' | (1–1) Jegyzőkönyv | Bagili 3'  |

| Juba Stadium, Juba Játékvezető: Rajab Bakasambe (ugandai) |

| 2015. október 13. 17:00 (UTC±0) |

| Mauritánia                                     | 4–0               | Dél-Szudán |
| ---------------------------------------------- | ----------------- | ---------- |
| Ahmed 4' Bagili 62' M. Samba 85' Diakité 90+2' | (1–0) Jegyzőkönyv |            |

| Stade Olympique, Nouakchott Játékvezető: Fidel Gomes (Bissau-guineai) |

- Mauritánia 5–1-es összesítéssel jutott tovább a második fordulóba.

| 2015. október 9. 17:00 (UTC±0) |

| Gambia     | 1–1               | Namíbia       |
| ---------- | ----------------- | ------------- |
| Jammeh 78' | (0–0) Jegyzőkönyv | Stephanus 65' |

| Independence Stadium, Bakau Játékvezető: Ousmane Karembe (mali) |

| 2015. október 13. 16:00 (UTC+2) |

| Namíbia                  | 2–1               | Gambia    |
| ------------------------ | ----------------- | --------- |
| Stephanus 42' Somaeb 63' | (1–1) Jegyzőkönyv | Dibba 10' |

| Sam Nujoma Stadium, Windhoek Játékvezető: Joshua Bondo (botswanai) |

- Namíbia 3–2-es összesítéssel jutott tovább a második fordulóba.

| 2015. október 8. 15:00 (UTC±0) |

| São Tomé és Príncipe | 1–0               | Etiópia       |
| -------------------- | ----------------- | ------------- |
| Leal 87'             | (0–0) Jegyzőkönyv | Stephanus 65' |

| Estádio Nacional 12 de Julho, São Tomé Játékvezető: Alhadi Mahamat (csádi) |

| 2015. október 11. 16:00 (UTC+3) |

| Etiópia                                | 3–0               | São Tomé és Príncipe |
| -------------------------------------- | ----------------- | -------------------- |
| Fekadu 1' Panom 48' (11-esből) Lok 75' | (1–0) Jegyzőkönyv |                      |

| Addis Ababa Stadium, Addis Ababa Játékvezető: Jean Claude Ishimwe (ruandai) |

- Etiópia 3–1-es összesítéssel jutott tovább a második fordulóba.

| 2015. október 10. 15:30 (UTC+1) |

| Csád           | 1–0               | Sierra Leone |
| -------------- | ----------------- | ------------ |
| Djimrangar 47' | (0–0) Jegyzőkönyv |              |

| Stade Omnisports Idriss Mahamat Ouya, N'Djamena Játékvezető: Kokou Fagla (togói) |

| 2015. október 13. 15:00 (UTC+1) |

| Sierra Leone         | 2–1               | Csád           |
| -------------------- | ----------------- | -------------- |
| Kamara 70' Sesay 79' | (0–1) Jegyzőkönyv | Djimrangar 45' |

| Adokiye Amiesimaka Stadium, Port Harcourt (Nigéria) Játékvezető: Aboubacar Bangoura (guineai) |

- Csád 2–2-es összesítéssel, idegenben szerzett több góllal jutott tovább a második fordulóba.

| 2015. október 7. 15:00 (UTC+3) |

| Comore-szigetek | 0–0         | Lesotho |
| --------------- | ----------- | ------- |
|                 | Jegyzőkönyv |         |

| Stade de Beaumer, Moroni Játékvezető: Andofetra Rakotojaona (madagaszkári) |

| 2015. október 13. 18:00 (UTC+2) |

| Lesotho        | 1–1               | Comore-szigetek |
| -------------- | ----------------- | --------------- |
| Seturumane 17' | (1–0) Jegyzőkönyv | M'Changama 71'  |

| Setsoto Stadium, Maseru Játékvezető: Samuel Chirinda (mozambiki) |

- A Comore-szigetek 1–1-es összesítéssel, idegenben szerzett több góllal jutott tovább a második fordulóba.

| 2015. október 9. 16:00 (UTC+3) |

| Dzsibuti | 0–6               | Szváziföld                                                                             |
| -------- | ----------------- | -------------------------------------------------------------------------------------- |
|          | (0–1) Jegyzőkönyv | Mkhontfo 45+1' Ndzinisa 62' Phu. Dlamini 74' Hlatjwako 77' T. Tsabedze 83' Lukhele 85' |

| Stade National El-Hadj Hassan Gouled Aptidon, Dzsibuti Játékvezető: Pacifique Ndabihawenimana (burundi) |

| 2015. október 17. 16:00 (UTC+2) |

| Szváziföld       | 2–1               | Dzsibuti |
| ---------------- | ----------------- | -------- |
| Hlatjwako 6' 43' | (1–1) Jegyzőkönyv | Issa 22' |

| Somhlolo National Stadium, Lobamba Játékvezető: Ganesh Chutooree (mauritiusi) |

- Szváziföld 8–1-es összesítéssel jutott tovább a második fordulóba.

| 2015. október 10. 16:00 (UTC+3) |

| Eritrea | 0–2               | Botswana                |
| ------- | ----------------- | ----------------------- |
|         | (0–1) Jegyzőkönyv | Moyana 22' Mogorosi 64' |

| Cicero Stadium, Asmara Játékvezető: Ibrahim Nour El Din (egyiptomi) |

| 2015. október 13. 19:00 (UTC+2) |

| Botswana                   | 3–1               | Eritrea   |
| -------------------------- | ----------------- | --------- |
| Ngele 15' 79' Mogorosi 21' | (2–1) Jegyzőkönyv | Goitom 9' |

| Francistown Stadium, Francistown Játékvezető: Nelson Fred (Seychelle-szigeteki) |

- Botswana 5–1-es összesítéssel jutott tovább a második fordulóba.

| 2015. október 7. 16:30 (UTC+4) |

| Seychelle-szigetek | 0–1               | Burundi         |
| ------------------ | ----------------- | --------------- |
|                    | (0–1) Jegyzőkönyv | Abdul Razak 15' |

| People's Stadium, Seychelles, Roche Caiman Játékvezető: Lemma Nigussie (etióp) |

| 2015. október 13. 15:00 (UTC+2) |

| Burundi                        | 2–0               | Seychelle-szigetek |
| ------------------------------ | ----------------- | ------------------ |
| Abdul Razak 71' (11-esből) 81' | (0–0) Jegyzőkönyv |                    |

| Prince Louis Rwagasore Stadium, Bujumbura Játékvezető: Hafiz Abdelghani Alamen (szudáni) |

- Burundi 3–0-s összesítéssel jutott tovább a második fordulóba.

| 2015. október 8. 16:00 (UTC±0) |

| Libéria              | 1–1               | Bissau-Guinea |
| -------------------- | ----------------- | ------------- |
| Jebor 36' (11-esből) | (1–0) Jegyzőkönyv | Anido 66'     |

| Antoinette Tubman Stadium, Monrovia Játékvezető: Fabricio Duarte (Zöld-foki szigeteki) |

| 2015. október 13. 16:00 (UTC±0) |

| Bissau-Guinea | 1–3               | Libéria            |
| ------------- | ----------------- | ------------------ |
| Cassamá 43'   | (1–2) Jegyzőkönyv | Jebor 8' 12' 90+6' |

| Estádio 24 de Setembro, Bissau Játékvezető: Ferdinand Udoh (nigériai) |

- Libéria 4–2-es összesítéssel jutott tovább a második fordulóba.

| 2015. október 10. 14:30 (UTC+3) |

| Közép-afrikai Köztársaság | 0–3               | Madagaszkár                               |
| ------------------------- | ----------------- | ----------------------------------------- |
|                           | (0–2) Jegyzőkönyv | Rabeson 27' Rakotoharimalala 39' Paul 65' |

| Mahamasina Municipal Stadium, Antananarivo (Madagaszkár) Játékvezető: Ndala Ngambo (Kongói DK-i) |

| 2015. október 13. 14:30 (UTC+3) |

| Madagaszkár                           | 2–2               | Közép-afrikai Köztársaság |
| ------------------------------------- | ----------------- | ------------------------- |
| Ramanamahefa 15' Andrianantenaina 34' | (2–2) Jegyzőkönyv | Gourrier 7' Dagoulou 44'  |

| Mahamasina Municipal Stadium, Antananarivo Játékvezető: Daniel Bennett (dél-afrikai) |

- Madagaszkár 5–2-es összesítéssel jutott tovább a második fordulóba.

| 2015. október 7. 18:30 (UTC+4) |

| Mauritius                     | 2–5               | Kenya                                           |
| ----------------------------- | ----------------- | ----------------------------------------------- |
| Sophie 66' (11-esből) Bru 78' | (0–2) Jegyzőkönyv | Omolo 18' 82' Masika 23' Shakava 49' Olunga 87' |

| Stade Anjalay, Belle Vue Maurel Játékvezető: Duncan Lengani (malawi) |

| 2015. október 11. 16:00 (UTC+3) |

| Kenya | 0–0         | Mauritius |
| ----- | ----------- | --------- |
|       | Jegyzőkönyv |           |

| Moi International Sports Centre, Nairobi Játékvezető: Jerome Mandeng Cosmas (kameruni) |

- Kenya 5–2-es összesítéssel jutott tovább a második fordulóba.

| 2015. október 7. 16:00 (UTC+3) |

| Tanzánia                  | 2–0               | Malawi                                          |
| ------------------------- | ----------------- | ----------------------------------------------- |
| Samatta 18' Ulimwengu 22' | (2–2) Jegyzőkönyv | Omolo 18' 82' Masika 23' Shakava 49' Olunga 87' |

| Benjamin Mkapa National Stadium, Dar es Salaam Játékvezető: Hagi Wiish (szomáliai) |

| 2015. október 11. 14:00 (UTC+2) |

| Malawi    | 1–0               | Tanzánia |
| --------- | ----------------- | -------- |
| Banda 43' | (1–0) Jegyzőkönyv |          |

| Kamuzu Stadium, Blantyre Játékvezető: Helder Martins de Carvalho (angolai) |

- Tanzánia 2–1-es összesítéssel jutott tovább a második fordulóba.